# Sven Nilsson i Österslöv
Sven Nilsson (i riksdagen kallad Nilsson i Österslöv), född 15 november 1813 i Kiaby församling, Kristianstads län, död 28 april 1877 i Österslövs församling, Kristianstads län, var en svensk lantbrukare och politiker.
Nilsson var son till en skomakare och fick redan som barn börja arbeta inom yrket men erhöll en för tiden tämligen god undervisning och försökte på olika sätt öka sitt vetande. Tidigt verkade han även som poet och målare. År 1843 flyttade han till Ivetofta socken, där fadern köpt ett hemman som Sven Nilsson snart övertog. Här erhöll han en rad kommunala uppdrag och bedrev en omfattande praktik som sakförare. År 1861 inköpte han ett hemman i Österslövs socken och invaldes 1862 som riksdagsledamot för bondeståndet i Villands härad och satt där vid ståndsriksdagarna 1862/63 och 1865/66. Han var senare riksdagsledamot i andra kammaren för Villands härads valkrets från 1867 till sin död 1877.
Nilsson var ledamot av Bevillningsutskottet 1867, 1869, 1871 samt lagtima och urtima utskottet 1875. I början tillhörde han Ministeriella partiet men inträdde 1869 i lantmannapartiet. Inom detta parti spelade Nilsson genom sin utpräglade juridiska begåvning och sin stora kunnighet en betydande roll. Särskilt verkade han för en positiv lösning på den allmänna värnpliktens grund av försvars- och grundskattefrågorna. Beträffande dessa frågor ägde han en utomordentlig sakkunskap, varför han också skämtsamt kallades "Generalen".